# Дунганська мова
Дунґа́нська мо́ва — мова дунґанів, нащадків мусульман гуей (гуейцзу), які говорили китайською і що переселилися на територію Киргизстану, Казахстану і Узбекистану після придушення мусульманського повстання в північно-західному Китаї  в 1862–1877 рр. Відноситься до Сино-Тибетської мовної сім'ї.
У СРСР в процесі національно-державного розмежування в Середній Азії, ініційованого в 1924 р., як офіційне найменування для китайомовних мусульман-переселенців у російській мові був вибраний етнонім «дунґани» (дунґань). У внутрішньому Китаї цей етнонім не був відомий. У Синьцзяні він з'явився як назва (але не самоназва) тих хуейцзу, які були масово переселені з провінцій Ганьсу і Шеньсі — головним чином в 1764 р. під час утворення Ілійського генерал-губернаторства з центром у Кульджі.
За однією з версій, слово «дунгани» має тюркське походження. За іншою, воно походить від китайського слова тунькень (屯垦) — «військові поселення пограничних земель», широко поширеному в Синьцзяні (суч. Синьцзян-Уйгурський автономний район) в період його освоєння Китаєм при династії Цін. Самоназва дунганів СРСР/СНД, які використовуються й досі, — хуейхуей, хуеймін «народ хуей», лохуейхуей «поважні хуейхуей» або җун-ян жин («люди Центральної рівнини»). Свою мову вони іменують відповідно «мовою народності гуей» (гуейзў йүян) або «мовою Центральної рівнини» (җун-ян хуа).

## Приклад
«Заповіт» Т. Шевченка дунганською мовою (переклав Ясир Шиваза)
| ЙИТУӘ Вә дан ванли, зу сундо Украина чиннэди Ба фын да шын Да танни, Ба вә го тэ, шын мэли. Ба вә щядо фынкынни, Да хәяншон вә нэди. Җё вә тин фи тонди шын, Ло Днепр чиннэди. Да Украинади танни Дуйтуди ще дан тонгуәчи. Нэхур да шын фынкынни Чўлэ, вә кә занчени, До хўдади мын чянту Вә кә туни, бэвонни, Җыхур вә щян бу жын ни. Ба вә сунха, ду занче, Ба ло тешын пындуанчи. Ба дў дуйтуди гуон ще Ющир хәди, я кончи. До щин җяни видади, Гощинкэли, бә вонли, Ба вә чинчир нянгәди. |